# Giovanni Busino
Giovanni Busino (Grisolia, 21 luglio 1932 – 4 gennaio 2022) è stato un sociologo italiano.

## Biografia
Dopo essersi laureato all'Università di Napoli nel 1954 e aver frequentato come borsista l'Istituto italiano per gli studi storici nell'anno accademico 1955-1956, iniziò una lunga carriera di docente di discipline legate alla sociologia presso l'Università di Ginevra. Fondatore nel 1963, e direttore fino al 2011 della "Revue européenne des sciences sociales", fu socio di importanti accademie tra cui si ricordano la Société d'histoire et d'archéologie de Genève, l'Accademia Nazionale dei Lincei e la Fondazione Luigi Einaudi di Torino. Tra il 1974 e il 1988 curò per UTET l'edizione critica delle Opere di Vilfredo Pareto; nel 1981 le Oeuvres complètes in 23 tomi per la Librairie Droz (di cui fu anche direttore editoriale), e nel 1989 il suo Epistolario per le edizioni della Banca commerciale italiana.

## Opere principali
La sua bibliografia completa, dal 1954 al 2002, composta di centinaia di saggi su riviste e atti accademici, è stata raccolta nei volumi XXVI (1988), pp. 159–203, XXXIII (1995), pp. 48–57, XLI (2003), pp. 45–53 della "Revue européenne des sciences sociales". Nel 2007, in occasione del suo settantacinquesimo compleanno molti suoi scritti sono stati raccolti in due volumi fuori commercio: Scorribande tra gli storici e Contributi alla storia della cultura economica del ‘900.
- Studi e ricerche di storia delle dottrine economiche, Genève, Droz, 1963
- Introduction à une histoire de la sociologie de Pareto, Genève, Droz, 1966
- Histoire et société en Italie, Paris,Pauvierth,1968; 2ª ed., Genève, Droz, 1972
- Gli studi su Vilfredo Pareto oggi. Dall'agiografia alla critica (1923-1973), Roma, Bulzoni, 1974
- Guida a Pareto, Milano, Rizzoli, 1975
- Sociologia e storia, Napoli, Guida, 1975
- Idées et faits : pour une critique de la pratique sociologique et des théories sociales : pour une sociologie historique, Genève, Droz, 1979; 2ª ed., 1988
- Per un'altra sociologia, Torino, Einaudi, 1983
- Pareto, Croce: les socialismes et la sociologie, Genève, Droz, 1983
- La permanence du passé, Genève, Droz, 1986
- La sociologie sens dessus dessous, Genève, Droz, 1992
- Elites et élitisme, Paris, PUF, 1992
- Critiques du savoir sociologique, Paris, PUF, 1993
- Les théories de la bureaucratie, Paris, PUF, 1993
- Sociologies des sciences et des techniques, Paris, PUF, 1998